# ウィリアム・バークリー (第4代ストラットンのバークリー男爵)
第4代ストラットンのバークリー男爵ウィリアム・バークリー（英語: William Berkeley, 4th Baron Berkeley of Stratton PC PC (Ire)、1679年以前 – 1741年3月24日）は、イギリスの貴族、政治家。

## 生涯
初代ストラットンのバークリー男爵ジョン・バークリーとクリスチャン・リッカード（Christian Riccard）の末男として生まれた。
1696年6月20日にアイルランド記録長官を終身で任命されたが、1731年に辞任した。また、同年頃にアイルランド枢密院の枢密顧問官に任命された。
1697年3月5日に兄ジョンが死去すると、ストラットンのバークリー男爵の爵位を継承した。1710年9月20日にランカスター公領大臣に任命され、翌日にイギリスの枢密顧問官に任命された後、1714年にランカスター公領大臣から第一商務卿に転じ、1715年まで務めた。
1741年3月24日に死去、息子ジョンが爵位を継承した。
　　　

## 家族
フランシス・テンプル（Frances Temple、1707年7月16日没、アイルランド庶民院議長ジョン・テンプルの娘）と結婚した。フランシスは1707年、出産の最中に亡くなった。
- ジョン（1697年 – 1773年） - 第5代ストラットンのバークリー男爵